# HMS Abelia (1940)
HMS Abelia (с англ. — «ЕВК Абелия») — британский корвет типа «Флауэр», участвовавший во Второй мировой войне.

## Служба
Спущен на воду 28 ноября 1940 года, использовался преимущественно для траления в годы Второй мировой войны. 9 января 1944 под командованием лейтенанта Орма Стюарта вступил в свой первый и единственный крупный бой с немецкой подлодкой, в ходе которого получил серьёзные повреждения в результате попадания торпеды. В 1947 году был продан, перестроен как торговое судно и переименован в «Крафт», в 1954 году получил имя «Арне Сконторп». В 1966 году пущен на слом.